# مكتب مكافحة الاحتكار
مكتب مكافحة الاحتكار (بالألمانية: Bundeskartellamt) هو هيئة حكومية تعمل على إنفاذ قوانين حماية المنافسة الألمانية والأوروبية في ألمانيا. من سلطات مكتب مكافحة الاحتكار منع عمليات الاندماج بين الشركات، مكافحة الممارسات التجارية غير القانونية، وفرض شروط وغرامات مالية على الشركات. وعلى هذا الأساس يمتلك مكتب مكافحة الاحتكار سلطات تحقيق واسعة.
يحقق المكتب مهامه عبر 400 موظف بالتعاون مع سلطات مكافحة الاحتكار في الولايات والمديرية العامة للمنافسة التابعة للمفوضية الأوروبية. في 2017، كان حوالي نصف العاملين في مكتب مكافحة الاحتكار من القانونيين أو خبراء الاقتصاد.
كانت ميزانية المكتب 30,4 مليون يورو في 2018. يتبع مكتب مكافحة الاحتكار وزارة الاقتصاد والطاقة، وفي العادة يأتي مدراء المكتب من الوزارة. رئيس المكتب منذ 2009 هو أندرياس موند.